# Charles H. Mansur

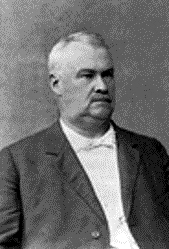
Charles H. Mansur

Charles Harley Mansur (* 6. März 1835 in Philadelphia, Pennsylvania; † 16. April 1895 in Washington, D.C.) war ein US-amerikanischer Politiker. Zwischen 1887 und 1893 vertrat er den Bundesstaat Missouri im US-Repräsentantenhaus.

## Werdegang
Charles Mansur besuchte die Lawrence Academy in Groton (Massachusetts). Nach einem anschließenden Jurastudium und seiner 1856 erfolgten Zulassung als Rechtsanwalt begann er in Chillicothe (Missouri) in diesem Beruf zu arbeiten. In dieser Stadt war er auch acht Jahre lang Mitglied des Bildungsausschusses. Politisch schloss sich Mansur der Demokratischen Partei an. Zwischen 1864 und 1868 gehörte er dem Staatsvorstand seiner Partei an; in den Jahren 1868 und 1884 war er Delegierter zu den jeweiligen Democratic National Conventions. Von 1875 bis 1879 fungierte er als Bezirksstaatsanwalt im Livingston County.
1872 bewarb sich Charles Mansur als gemeinsamer Kandidat der Demokratischen Partei und der Liberal Republican Party erfolglos um ein Mandat im Kongress. Eine weitere Kandidatur scheiterte im Jahr 1880. Bei den Kongresswahlen des Jahres 1886 wurde er dann aber im zweiten Wahlbezirk von Missouri in das US-Repräsentantenhaus in Washington, D.C. gewählt, wo er am 4. März 1887 die Nachfolge von John Blackwell Hale antrat. Nach zwei Wiederwahlen konnte er bis zum 3. März 1893 drei Legislaturperioden im Kongress absolvieren. Im Jahr 1892 wurde er von seiner Partei nicht zur Wiederwahl nominiert.
Nach seinem Ausscheiden aus dem US-Repräsentantenhaus arbeitete Charles Mansur seit 1893 in führenden Positionen des US-Finanzministeriums. Er starb am 16. April 1895 in der Bundeshauptstadt Washington und wurde in Richmond beigesetzt.